# Foraminíferos planctónicos
Los foraminíferos planctónicos son todos aquellos foraminíferos que desarrollan su ciclo vital en la columna de agua. Sus conchas, una vez muertos, cubren vastas zonas del fondo oceánico. Los primeros fósiles de este grupo datan del período Jurásico, y presentan más de 50 especies modernas.
Sufrieron una extinción masiva en el tránsito del Cretácico (era Secundaria) al Paleógeno (Terciario), en el conocido evento de Extinción masiva del Cretácico-Terciario.

## Catálogo de especies
- Abathomphalus mayaroensis.
- Gansserina gansseri.
- Globigerinelloides cf. prairiehillensis.
- Globigerinelloides volutus.
- Globoconusa daubjergensis.
- Globotruncana aegyptiaca.
- Globotruncana cf. dupeublei.
- Globotruncana cf. falsostuarti.
- Globotruncana linneiana.
- Globotruncana ventricosa.
- Globotruncanella petaloidea.
- Globotruncanita calcarata.
- Globotruncanita elevata.
- Globotruncanita stuarti.
- Heterohelix globulosa.
- Heterohelix striata.
- Morozovella aequa.
- Morozovella edgari.
- Morozovella pseudobulloides.
- Morozovella velascoensis.
- Planorotalites compressa.
- Planorotalites pusilla laevigata.
- Pseudotextularia elegans.
- Rosita contusa.
- Rosita fornicata.
- Rugoglobigerina hexacamerata.
- Rugoglobigerina macrocephala.
- Rugoglobigerina pennyi.
- Rugoglobigerina rotundata.
- Rugoglobigerina rugosa.
- Rugoglobigerina scotti.
- Schackoina multispinata.